# Morti nel 1227
| Questa pagina contiene informazioni ricavate automaticamente dalle voci biografiche con l'ausilio del template Bio e di un bot. L'aggiornamento è periodico e automatico e ricostruisce completamente la pagina. Se manca una persona in questa lista, sei pregato di non aggiungerla, ma accertati piuttosto che la sua voce biografica contenga il template Bio e che i dati anagrafici siano correttamente compilati. Se il template Bio manca, inseriscilo tu stesso o, in alternativa, metti l'avviso {{tmp\|Bio}} che ne segnala la mancanza. Se i dati riportati sono sbagliati, correggi direttamente la voce biografica; le modifiche saranno visibili in questa lista entro pochi giorni. Per chiarimenti vedi il progetto biografie. La lista contiene solo le 28 persone che sono citate nell'enciclopedia e per le quali è stato implementato correttamente il template Bio. Pagina aggiornata al 10 ago 2025. |

- 28 gennaio - Enrico Borwin I di Meclemburgo, sovrano tedesco
- 18 marzo - Papa Onorio III, papa, vescovo cattolico e cardinale italiano
- 7 aprile - Beatrice di Chalon, contessa
- 21 aprile - Rinaldo di Dammartin, conte
- 28 aprile - Enrico V del Palatinato, conte tedesco
- 30 maggio - Guala Bicchieri, cardinale e diplomatico italiano
- 23 luglio - Qiu Chuji, esploratore cinese (n. 1148)
- 28 luglio - Otto II di Lippe, vescovo cattolico e abate olandese
- 1º agosto - Shimazu Tadahisa, militare giapponese
- 18 agosto - Gengis Khan, condottiero mongolo (n. 1162)
- 11 settembre - Ludovico IV di Turingia, nobile tedesco (n. 1200)
- 11 settembre - Oliviero di Paderborn, cardinale, vescovo cattolico e predicatore tedesco
- 25 settembre - Niccolò Chiaramonte, cardinale e vescovo cattolico italiano
- 30 settembre - Corrado di Urach, abate, vescovo cattolico e cardinale tedesco
- 4 ottobre - Abd Allah al-'Adil, califfo berbero
- 10 ottobre - Domno di Montalcino, religioso e santo italiano
- 10 ottobre - Daniele Fasanella, presbitero e francescano italiano
- 13 ottobre - Minamoto no Michitomo, poeta giapponese (n. 1171)
- 11 novembre - Al-Malik al-Mu'azzam Sharaf al-Din 'Isa, sultano curdo (n. 1176)
- 23 novembre - Leszek I di Polonia, polacco (n. 1186)
- 23 novembre - Stefano di Ceccano, cardinale italiano
- Anselmo, vescovo cattolico italiano
- Joci, mongolo
- Ken Arok, sovrano (n. 1182)
- Luca Campano, arcivescovo cattolico e abate italiano (n. 1140)
- Marco I Sanudo, duca
- Suleyman Shah, ottomano (n. 1166)
- Gregorio Theodoli, cardinale italiano